# Boulevard du Montparnasse
Der Boulevard du Montparnasse ist eine der wichtigsten Verkehrsadern auf der Rive Gauche von Paris. Er bildet auf seiner gesamten Länge von etwas mehr als 1,5 Kilometern die südliche Grenze des Quartiers Notre-Dame-des-Champs des 6. Arrondissements. Südöstlich der Place du 18 Juin 1940, ungefähr auf halber Länge des Boulevards, liegt das zum 14. Arrondissement gehörende Quartier du Montparnasse, südwestlich das zum 15. Arrondissement gehörende Quartier Necker.

## Situation und Erreichbarkeit
Der Boulevard du Montparnasse hat eine Länge von 1632 Metern. Er beginnt an der Place Léon-Paul-Fargue und verläuft in annähernd gerader Linie bis zur Avenue de l’Observatoire. Er überquert in seinem Verlauf zwei große Plätze, die zugleich Verkehrsknotenpunkte sind – die Place du 18 Juin 1940 und die Place Pablo-Picasso.

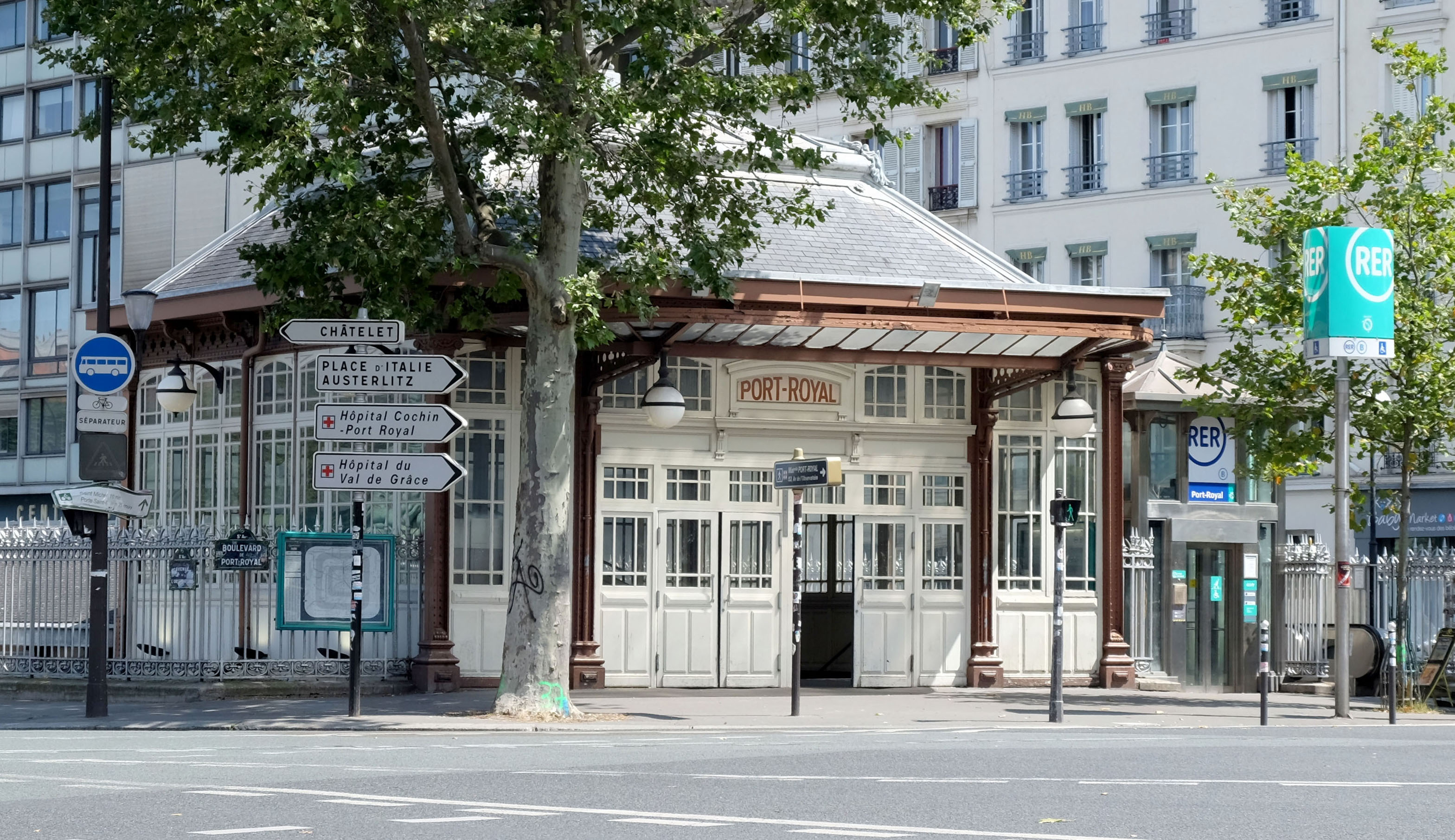
Bahnhof Port-Royal der RER-Linie B

Er ist mit den folgenden öffentlichen Verkehrsmitteln zu erreichen:
- Unmittelbar hinter seinem östlichen Ende befindet sich, nur durch die kreuzende Avenue de l’Observatoire getrennt, die Station Port-Royal der RER-Linie B.
- Von den Métrostationen Duroc (Linien 10 und 13), Montparnasse – Bienvenüe (Linien 4, 6, 12 und 13) und Vavin (Linie 4) führen Ausgänge direkt auf den Boulevard.
- Die RATP-Buslinie 82 fährt – mit den Haltestellen Maine-Vaugirard, Montparnasse-Cinémas, Vavin und Campagne-Première – durch den gesamten Boulevard. Weitere RATP-Buslinien mit Haltestellen im Boulevard sind 28, 58, 89, 91 und 92.

## Herkunft des Namens

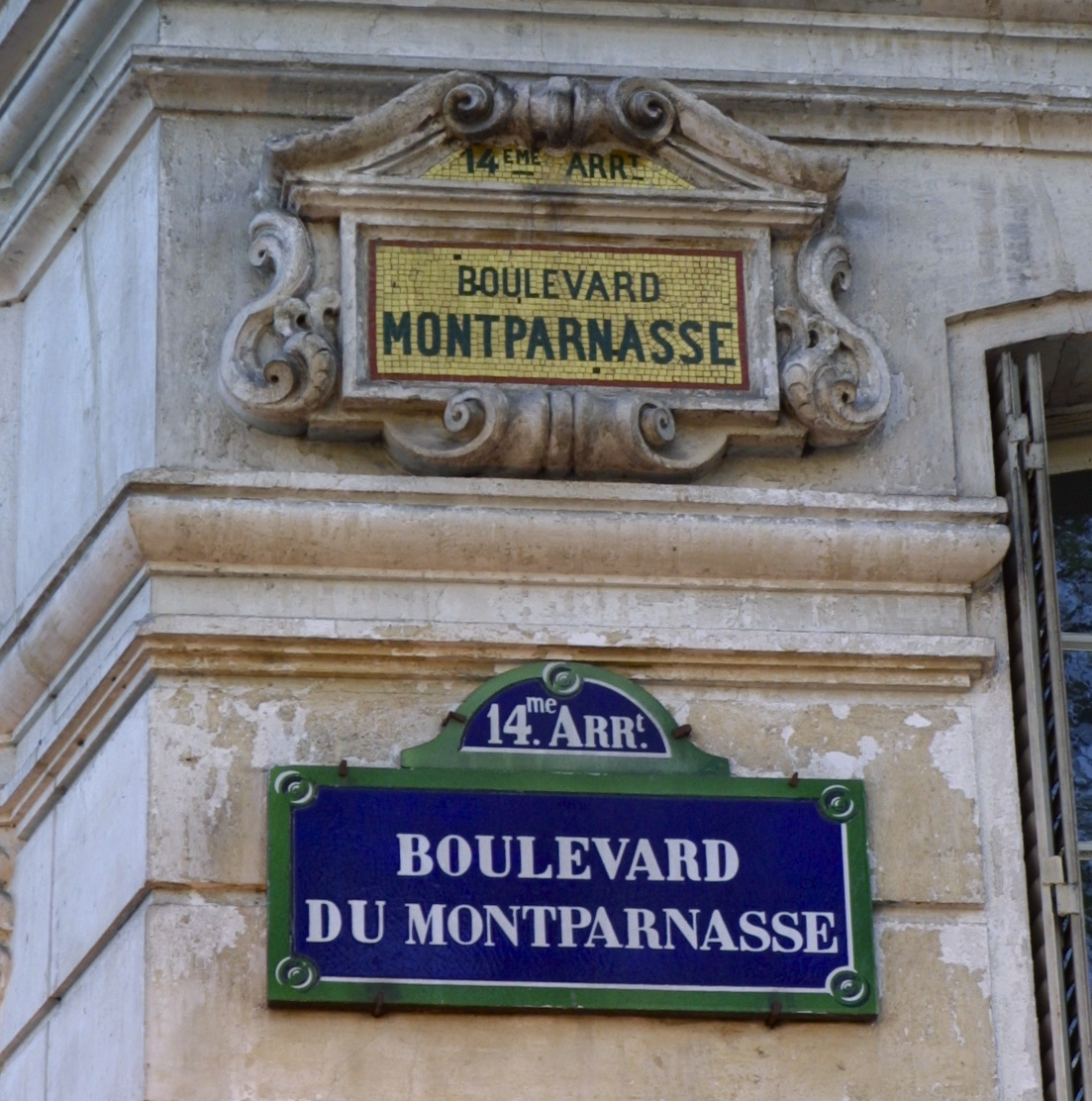
Straßenschilder des Boulevards im 14. Arrondissement

Wie es für das gesamte Quartier du Montparnasse gilt, so leitet sich der Name ab vom „Mont de Parnasse“, einem ehemaligen Hügel ungefähr an der Stelle, wo heute die Place Pablo-Picasso liegt, und der wiederum auf griechische Mythologie Bezug nahm. Als Straßenname ist der Boulevard du Montparnasse seit 1714 in Pariser Stadtplänen verzeichnet, allerdings noch nicht in seiner vollständigen Länge. Im Jahr 1760 wurde der Boulevard offiziell in seinem heutigen Verlauf eröffnet.

## Einige bedeutende Gebäude
- Nr. 1: Hier wohnte von 1943 bis zu seinem Tod 1947 Léon-Paul Fargue. Der Platz vor dem Gebäude, Straßenkreuzung der Boulevards du Montparnasse und des Invalides mit der Rue de Sèvres, trägt seit 1957 seinen Namen.[2]
- Nr. 25: Hôtel de Turenne (auch: Hôtel de Scarron) mit denkmalgeschützter Fassade zum Innenhof (z. Z. ohne öffentlichen Zugang)[3]
- Nr. 83: An dieser Adresse, heute die des Kinos „UGC Montparnasse“, befand sich das Gebäude, in dem in den 1930er Jahren der von Willi Münzenberg geleitete Verlag „Editions du Carrefour“ seinen Sitz hatte.[4]
- Nr. 91: Kirche Notre-Dame-des-Champs
- Nr. 93: Der Inschrift am Portal kann man noch heute den ursprünglichen Eigentümer des Anfang des 20. Jahrhunderts erbauten Gebäudes entnehmen: „Sous-Sécrétariat d’État des Postes et Télégraphes – Direction de la Seine“ (eine Abteilung des damaligen französischen Post-Ministeriums). Heute werden die ehemaligen Büroräume des Gebäudes für mehr als 100 Sozialwohnungen genutzt.[5]
- Nr. 96: Hier wohnte von 1964 bis zu seinem Tod 1994 Eugène Ionesco.
- Nr. 124: Dies war die Adresse zweier legendärer Nachtclubs – des „Stage B“ (eines Jazzclubs der 1930er Jahre)[6] und von Régines 1961 eröffnetem „New Jimmy’s“.[7]
- Nr. 146: Dies war die Adresse zweier legendärer Cabarets – der 1921 gegründeten „Académie du Caméléon“, gefolgt 1923 von „Le Jockey“, wo u. a. Kiki de Montparnasse auftrat.[8]

Berühmt ist der Boulevard du Montparnasse nicht zuletzt wegen seiner fünf sogenannten Literatencafés. Ihre große Zeit hatten sie am Anfang des 20. Jahrhunderts, aber sie existieren noch heute (als Brasserien oder Restaurants der gehobenen Klasse):
- „Le Select“ (Nr. 99),
- „La Coupole“ (Nr. 102), mit denkmalgeschütztem Innendekor[9]
- „La Rotonde“ oder „Café de la Rotonde“ (Nr. 105),
- „Le Dôme“ oder „Café du Dôme“ (Nr. 108),
- „La Closerie des Lilas“ (Nr. 171, letztes Haus auf der nördlichen Seite des Boulevards).